# 南清河郡 (東晉)
清河郡，中国東晉时设置的僑郡，後改稱南清河郡。

## 建置沿革
晉明帝時，在晉陵郡境內僑置清河郡（今江蘇省鎮江市、無錫市一帶）。劉宋時，改稱南清河郡，屬南徐州，領清河、東武城、繹幕、貝丘四僑縣。齊明帝建武二年（495年），省併繹幕縣。

## 人口
- 宋孝武帝大明八年（464年），南清河郡有1849戶、7404口。[3]

## 南清河太守
- 劉延孫，彭城呂人，宋文帝時在任。[4]
- 譚金，荒中傖人，宋孝武帝孝建三年（456年）領。[5]
- 戴明寶，南東海丹徒人，宋孝武帝時帶。[6]
- 巢尚之，宋明帝泰始元年（465年）出任。[6]
- 于天寶，宋順帝昇明元年（477年）在任。[6]
- 王敕勤，宋順帝昇明元年（477年）出任。[7]
- 呂文顯，臨海人，齊武帝永明三年（485年）至五年（487年）帶。[8]
- 沈約，字休文，吳興武康人，齊東昏侯永元二年（500年）至三年（501年）在任。[9]
- 王亮，字奉叔，琅邪臨沂人，齊和帝中興元年（501年）至二年（502年）在任。[10]
- 蕭淵業，字靜曠，南蘭陵人，齊和帝中興二年（502年）至梁武帝天監二年（503年）在任。[11]